# Breitling Navitimer

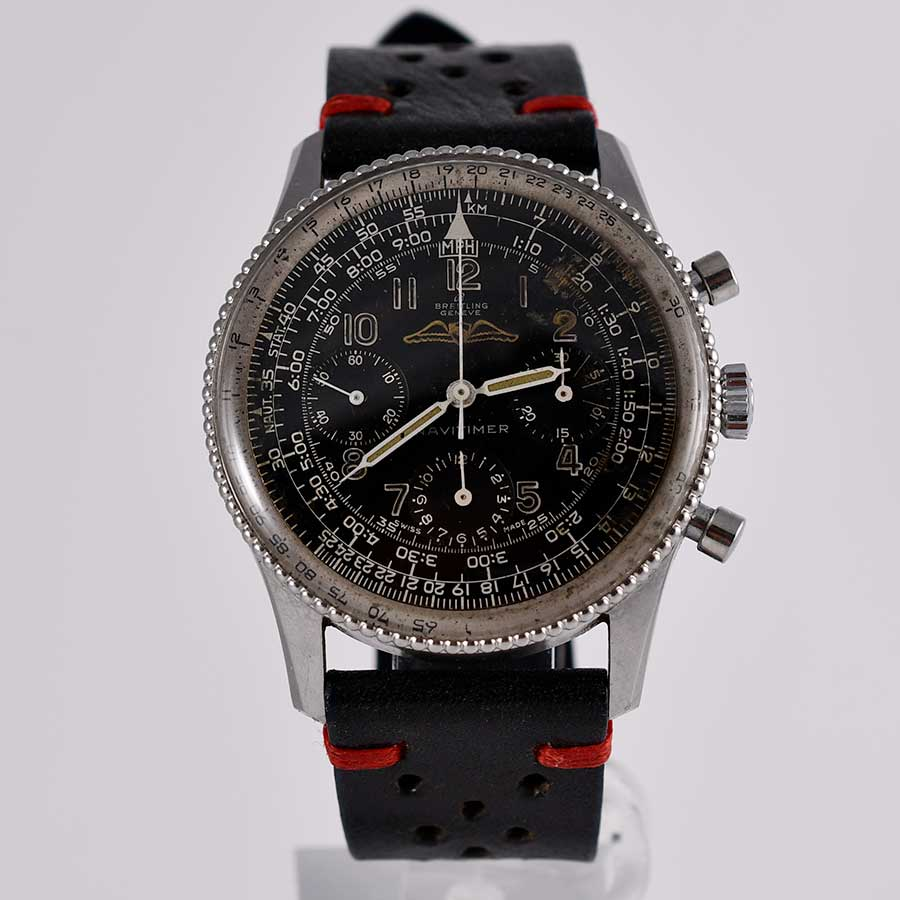
Navitimer s logem AOPA (model 806 - rok cca. 1960)

Breitling Navitimer jsou náramkové hodinky, které byly představeny na začátku 50. let 20. století ve Švýcarsku společností Breitling SA. Od té doby se staly jedním z nejikoničtějších modelů značky.

## Historie
V roce 1952 byl Willy Breitling (vlastník značky) osloven Asociací vlastníků a pilotů letadel (AOPA) s požadavkem o vytvoření speciálního chronografu pro členy asociace.
Základ modelu tvořilo kruhové posuvné pravítko z modelu Chronomat (představené v modelu ve 40. letech 20. století), které bylo předěláno pro umožnění různých kalkulací klíčových pro piloty letadel – jako kalkulace průměrné rychlosti, spotřeby paliva, uletěné vzdálenosti, konverze různých jednotek a další.
Tato luneta se později stala rozpoznávacím znakem modelu Navitimer, který byl uveden na trh v roce 1954. Název Navitimer pochází ze spojení dvou slov, která byla použita k popisu jeho účelu: Navigace a Timer (časovač). Během 50. a 60. let byla verze Navitimer nabízena Asociací vlastníků a pilotů letadel s logem AOPA na ciferníku. Později bylo nahrazeno okřídleným logem značky, nebo jeho zjednodušenou formou "B". Logo AOPA se vracelo na ciferník v několika speciálních modelech a také pro celou řadu výroční edice (70. výročí modelu Navitimer) v roce 2022 s in-house strojkem B01 (představen výrobcem v roce 2009).
Velikost původního modelu byla 41mm (průměr lunety), což bylo na danou dobu neobvykle moc. Důvodem byla snadná čitelnost pro provádění jednotlivých kalkulací. Strojek byl původně VALJOUX 72.
První roky byl model nabízen výhradně členům asociace AOPA a pro veřejnost byl k prodeji uvolněn až v roce 1956.
První automatický chronograf Navitimer byl veřejnosti představen v roce 1969; jeho stojek byl vyvinut v kooperaci značek Breitling, Dubois-Depraz, Heuer a Hamilton.

### Navitimer ve vesmíru

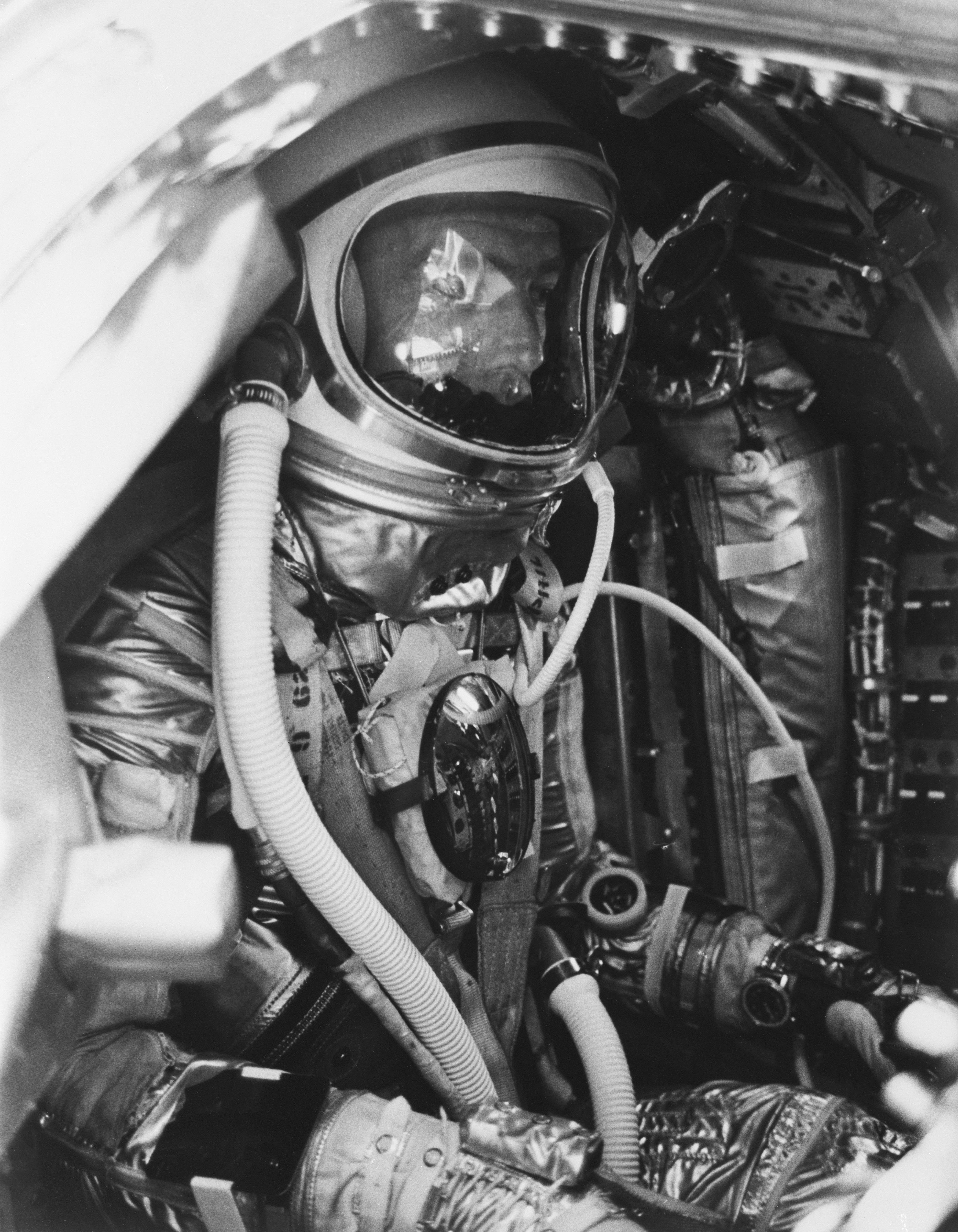
Scott Carpenter na palubě Aurora s hodinkami Breitling Navitimer Cosmonaute

V roce 1961 Scott Carpenter, jeden z původních astronautů ve vesmírném programu Mercury, pověřil značku Breitling implementací 24hodinového ciferníku místo klasického 12hodinového kvůli špatné rozlišovací schopnosti dne a noci při cestování vesmírem. Breitling tak vyrobil tuto speciální variantu modelu Navitimer, který Carpenter nosil při svém kosmickém letu v roce 1962. Model se tak stal prvními švýcarskými náramkovými hodinkami ve vesmíru.
Breitling pokračoval ve výrobě komerční verze 24hodinové verze, Cosmonaute Navitimer, s logy Breitling i AOPA.